# Dželal Paša Zogolli
Dželal Paša Zogolli (albánsky Xhelal pashë Zogolli) byl dědičným guvernérem Mati, otcem Rizi Zogolliho a Džemala Paši Zogolliho a dědečkem krále Zoga.

## Život
Dželal Paša Zogolli se narodil v oblasti Mati v Albánii (když se narodil, byla součástí Osmanské říše). Jeho otcem byl Mahmud Paša Zogolli. Jeho rodina byla muslimská albánská rodina vlastníků půdy, s feudální autoritou nad regionem. Dželal Pasha Zogolli byl vzděláván soukromě. Sloužil v černohorsko-osmanské válce, v letech 1852–1853. Později navštívil Rusko a inspirován Rusy se po návratu pokusil o místní vzpouru proti osmanské nadvládě, která však nebyla úspěšná. Oženil se s Ruhije Alltuniho, pocházejíci z bohaté rodiny Alltuni z Kavajë. Byl vlastníkem hradu Burgajet poblíž Burrelu v severní Albánii. Tam se v roce 1860 narodil jeho syn Džemal Paša Zogolli. Zemřel zřejmě na otravu osmanskými agenty ve Vídni, i když toto tvrzení nikdy nebylo prokázáno.